# New Politics
New Politics ist eine Dänische Alternative/Indie-Rock-Band, die 2009 in Kopenhagen gegründet wurde. Der bisher größte Erfolg der Band geht auf die Single Yeah Yeah Yeah aus dem Jahr 2010 zurück, welche unter anderem in dem Autorennspiel Need for Speed: Hot Pursuit zu finden ist.

## Geschichte
David Boyd und Søren Hansen schrieben schon seit drei Jahren zusammen Lieder (welche allerdings nie produziert wurden), in den Jahren 2006–2009 entstanden so circa 300 Lieder. 2009 bewarben sie sich bei dem „P3’s-Karriere-Kanonen“-Wettbewerb mit den Liedern Stress und Make Money. Von den insgesamt 973 Bewerbern kamen sie unter die 42 Bands, welche ihr Talent vorführen durften. Nach der erfolgreichen Teilnahme engagierten sie den Schlagzeuger Poul Amaliel für sie zu spielen. New Politics, die bis zu diesem Zeitpunkt (mit Ausnahme des Wettbewerbs) keine Live-Auftritte hatten, spielten unter anderem im Mai 2009 ein Konzert in Dänemark. Es folgte eine UK-Tour. Im November 2009 wurde das RCA-Label, welches zu Sony Music Entertainment gehört, auf die Band aufmerksam und übernahm sie. Um besser mit dem Label arbeiten zu können, beschlossen sie im November 2009, in eine Dachgeschosswohnung in Williamsburg, Brooklyn, New York, zu ziehen.
Am 13. Juli 2010 veröffentlichten sie ihr Debütalbum, welches ebenfalls den Namen New Politics trägt. Es folgte eine US-Tour sowie zahlreiche weitere Auftritte in den USA. Aus dem Album wurden die Lieder Yeah, Yeah, Yeah und Dignity als Single veröffentlicht und jeweils ein Musikvideo zu ihnen in New York gedreht.
Anfang 2011 verließ Poul Amaliel nach drei Monaten überlegen die Band, um andere Pläne und Ideen zu verfolgen. Er wurde durch Louis Vecchio ersetzt.
Anfang 2013 arbeiteten New Politics an ihrem zweiten Studioalbum A Bad Girl in Harlem, das am 21. Mai 2013, ebenfalls bei RCA-Records, erschienen ist. Bereits am 22. Januar 2013 veröffentlichten New Politics das Lied Harlem, eine Singleauskopplung aus dem neuen Album.

## Diskografie

### Alben
- 2010: New Politics
- 2013: A Bad Girl in Harlem
- 2015: Vikings
- 2017: Lost in Translation

### Singles
- 2010: Yeah, Yeah, Yeah
- 2010: Dignity
- 2013: Harlem (US: Gold)[7]
- 2014: Everywhere I Go (Kings and Queens)